# Piet Bakkerbrug
De Piet Bakkerbrug (brugnummer 715) is een vaste brug in Amsterdam Nieuw-West.
De verkeersbrug, waarover ook buslijn 63 rijdt, ligt in de Pieter Calandlaan en overspant de Christoffel Plantijngracht. De brug heeft zeven vlakken: voetgangers richting oost, fietspad richting oost, rijweg richting oost, verdrijvingsvlak, rijweg richting west, fietspad richting west, voetpad richting west.
De brug, gelegen in het Piet Wiedijkpark, dateert uit de jaren 1959/1960 en er was destijds 325.000 gulden voor uitgetrokken. De brug heeft een overspanning van 17,5 en een breedte van 21 meter. De brug is van beton, waarbij toen voor het eerst gebruik gemaakt zou worden van prefexbalken, een Belgische vinding. Opvallend aan de brug is het terras dat aan het noordoostelijke landhoofd bevestigd is en dat uitzicht geeft op een vijver. Het ontwerp van de burg is afkomstig van de Dienst der Publieke Werken, architect Dick Slebos, die zich bemoeide met meerdere bruggen in deze buurt. 
De brug had tot 2016 alleen het nummer 715. Toen kon de Amsterdamse bevolking namen aandragen voor bruggen die nog geen naam hadden of alleen een officieuze. De naam refereert aan journalist en schrijver Piet Bakker (o.a. Ciske de Rat), meerdere straten in de omgeving zijn vernoemd naar journalisten.  
In het voorjaar van 2019 werd de brug opgeknapt en kreeg een nieuwe schilderbeurt.

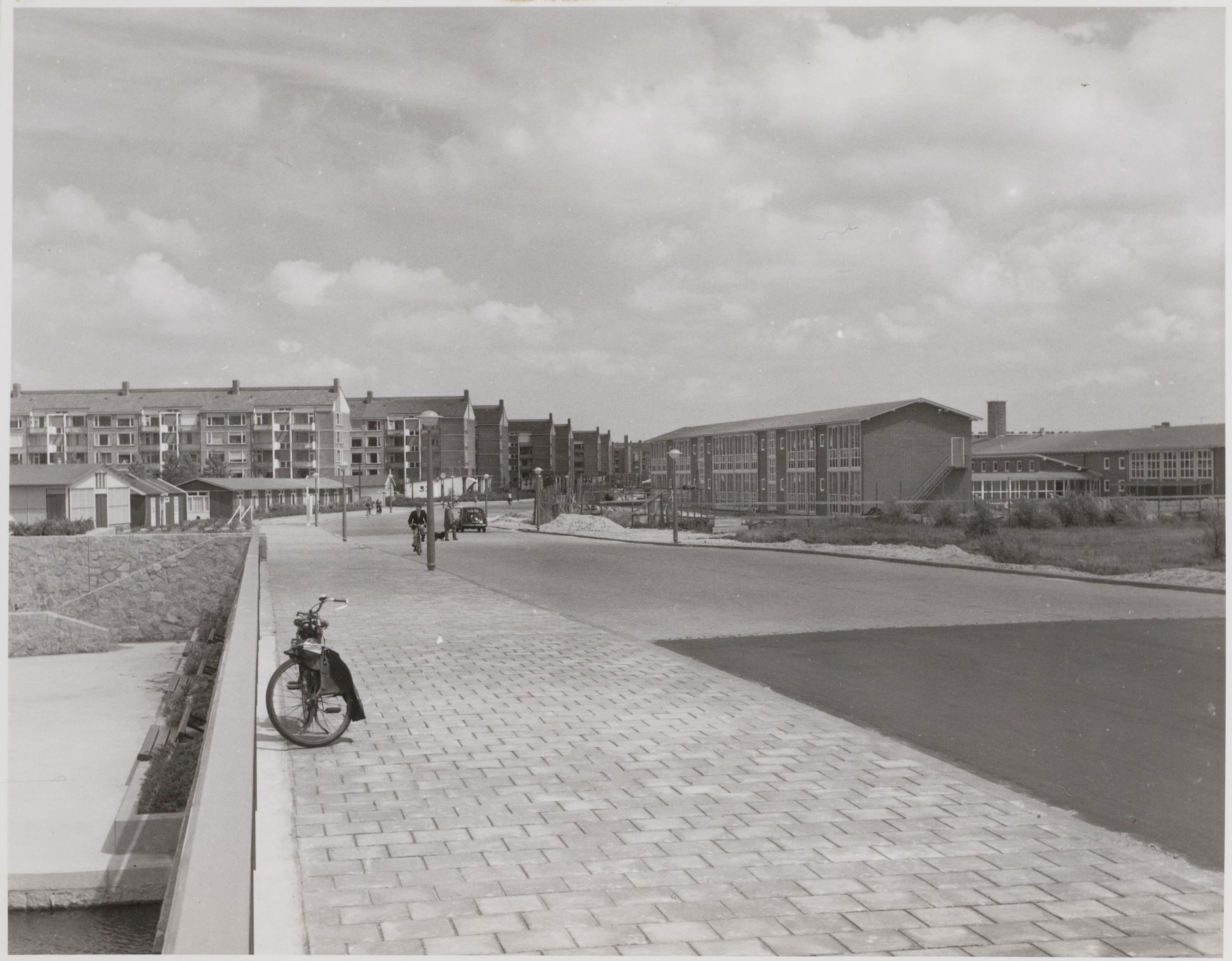
Het terras bij de brug, 12 juli 1960
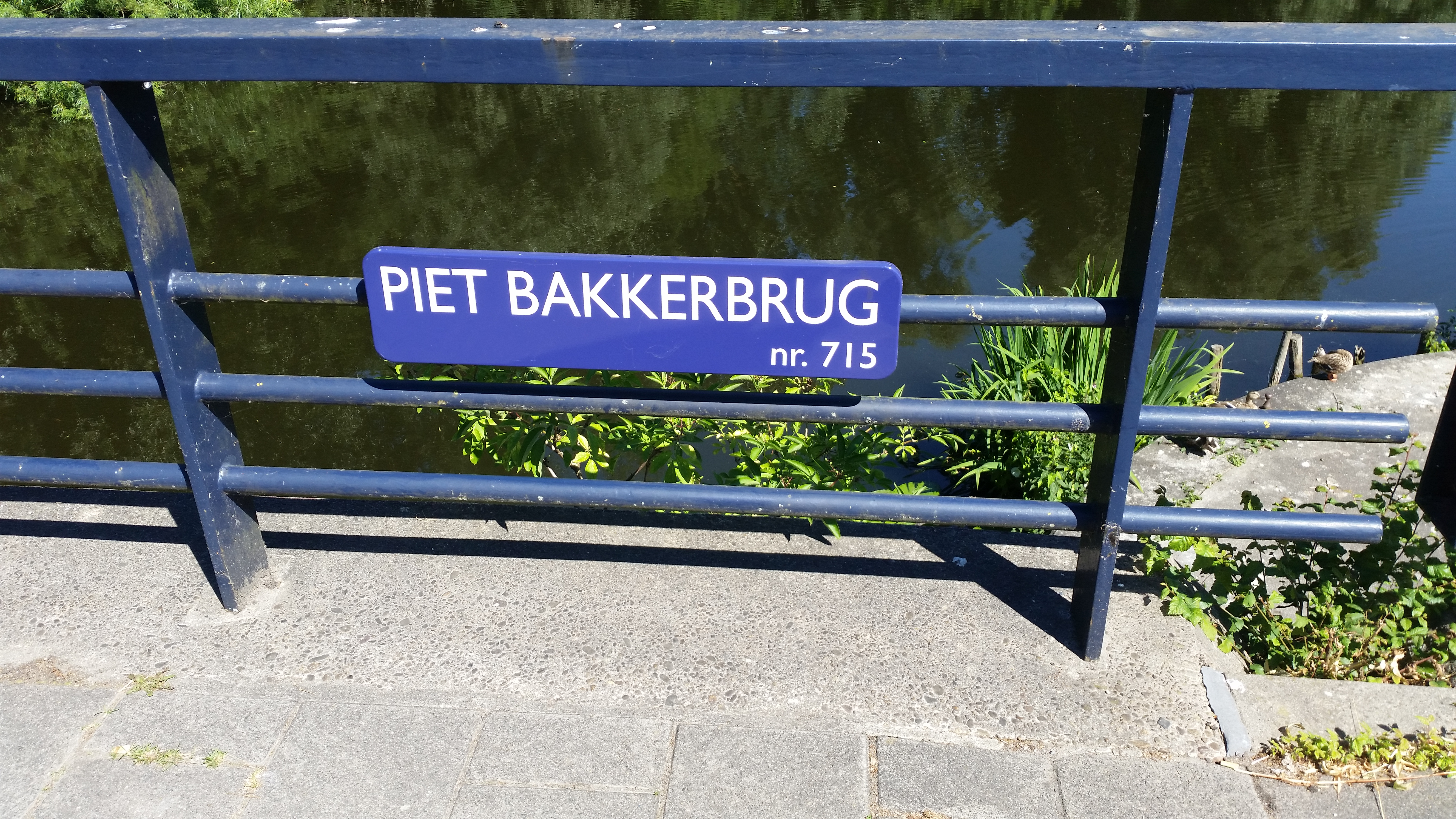
Naamplaat (juni 2018)
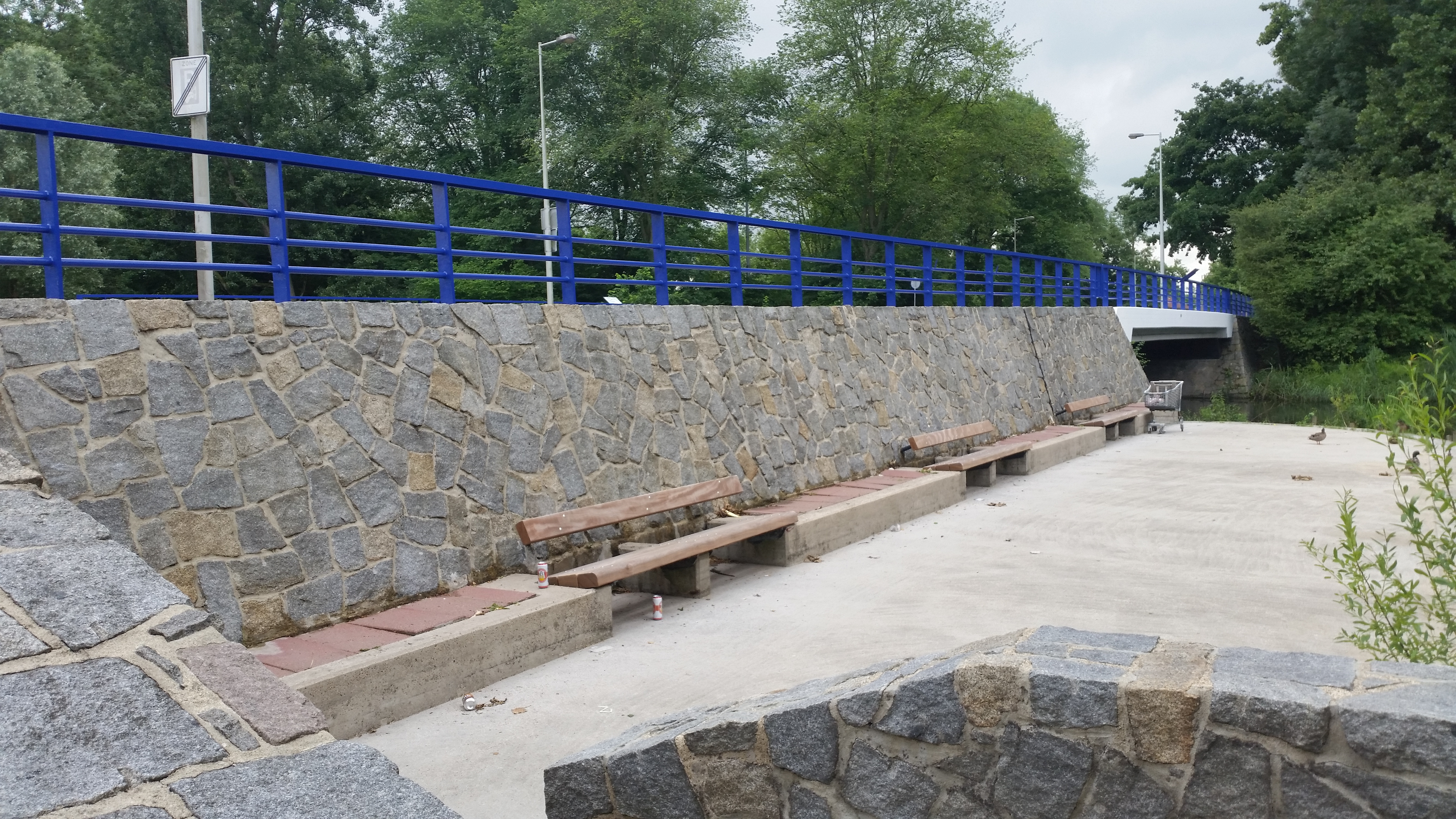
Brug 715 (juni 2019)

<<< · 700 · 701 · 702 · 703 · 704 · 705 · 706 · 707 · 708 · 709 · 710 · 711 · 712 · 713 · 714 · 715 · 716 · 717 · 718 · 719 · 720 · 721 · 722 · 725 · 726 · 729 · 730-738 · 739 · 740 · 741 · 742 · 743 · 744 · 745 · 746 · 747 · 748 · 749 · 751 · 752 · 753 · 754 · 755 · 756 · 757 · 758 · 759 · 760 · 761 · 762 · 763 · 764 · 765 · 766 · 767 · 768 · 769 · 770 · 771 · 772 · 773 · 775 · 776 · 777 · 778 · 779 · 780 · 781 · 782 · 783 · 784 · 786 · 787 · 788 · 789 · 790 · 791 · 792 · 793 · 794 · 795 · 797 · >>>
Brugnummers  723, 724, 727, 728, 750, 774, 785, 796 (niet gerealiseerde brug over de Slotervaart), 798 en 799 zijn niet vergeven.